# Rhododendron occidentale
Rhododendron occidentale là một loài thực vật có hoa trong họ Thạch nam. Loài này được (Torr. & A. Gray) A. Gray miêu tả khoa học đầu tiên năm 1876.

## Hình ảnh

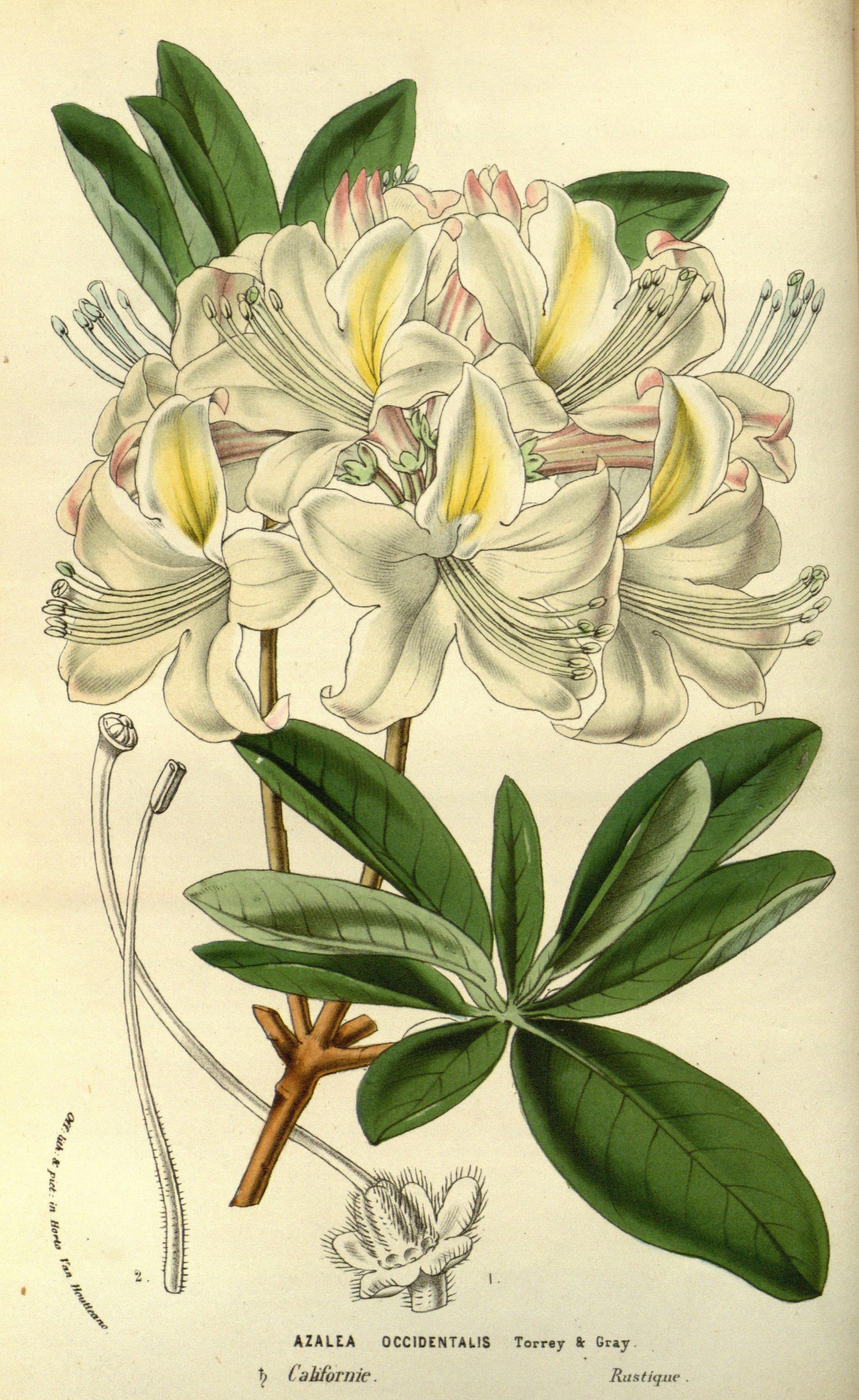
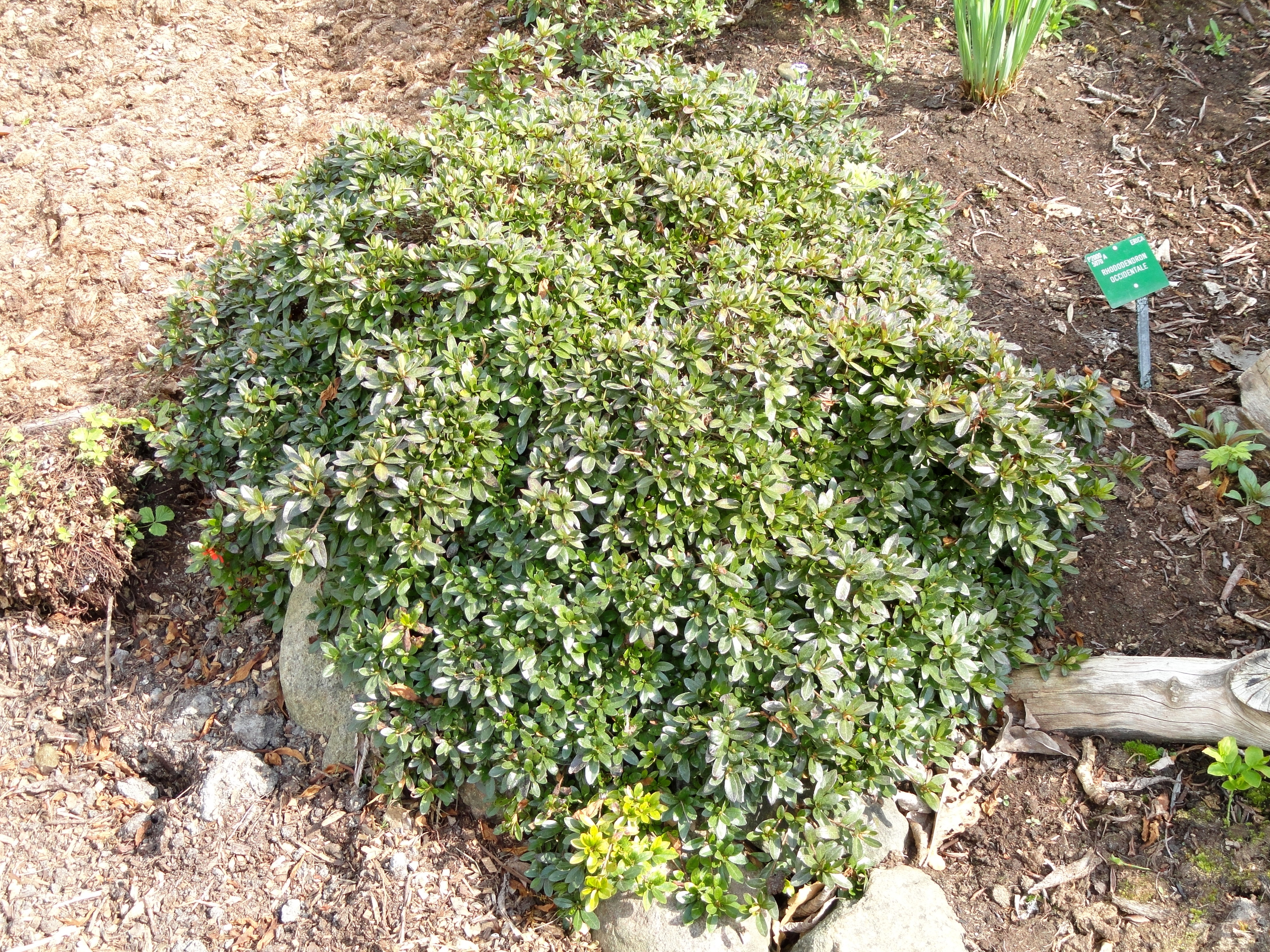
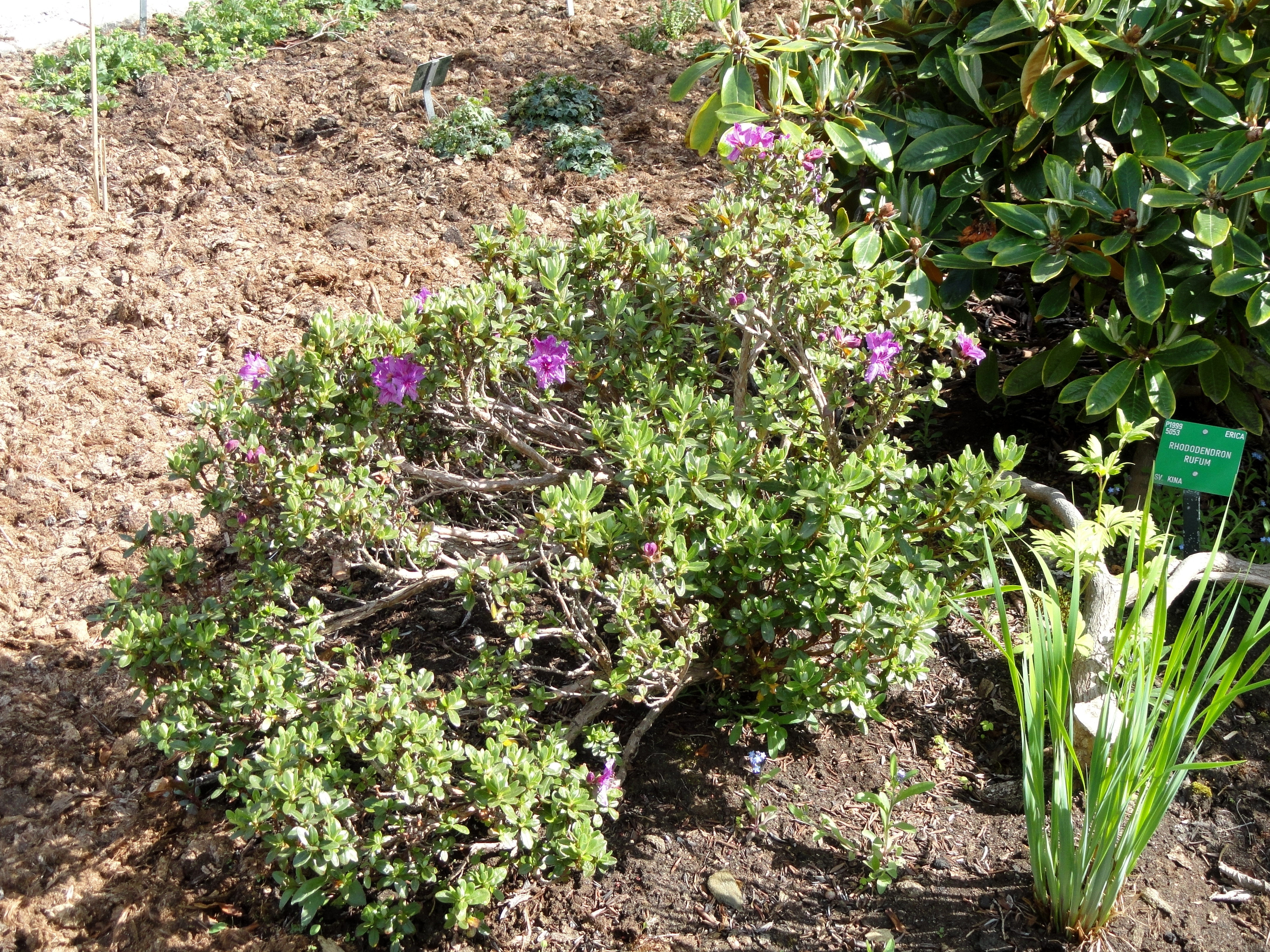